# Цигани и пси (видео-инсталација)
Цигани и пси је уметничка видео-инсталација уметника Зорана Тодоровића, представљена на 50. Октобарском Салону у Београду. Куратор је била тадашња директорка Музеја Савремене уметности Бранислава Анђелковић. чији је оснивач и покровитељ град Београд. Изложба је одржана у Музеју историје Југославије.

## Изложба
Видео рад је изведен као улична интервенција, на тај начин што су деца која просе и градски пси луталице носили скривене микро камере, снимајући сегмене сопствене свакодневнице, односно, неке њене симптоматичне моменте. Рад је први пут јавни приказан у виду двоканалне видео инсталације 2009. године, у МСУ Војводине у Новом Саду, под идентичним називом. Наслов је дат као део функционалне конструкције рада, и конципиран је да створи одређене претпоставке и очекивања код публике, која би на том основу требала да протумачи визуелни садржај који јој је предочен.
Визуелни садржај је међутим, концепцијски и технички реализован са пуно шума и нејасноћа, те не пружа превише инфромација о догађају који је снимљен. Ову информацијску празнину је попуњавала публика, уписујући сопствени садржај у слику зависно од позиције коју сваку посебице заузима у односу на расистички политички код. Други речима, дискурзивни и афективни карактер рада задобио је значење  и друштвену препознатљивост у зависности од тога какав је садржај публика учитала у рад. 

## Снимак
Аутор рада је у продукцији користио минијатурну камеру, који је носило једно или више деце, која су навођена на прошњу, као и пси луталице. Рад су, након излагања, пропратила полемика на мејлинг листи Друге Сцене
Сам видео је лош, са доста поприлично хаотичног кретања камере. Дете се не види, виде се друга деца и једном рука детета. Види се и доста аутомобила, чује се некакав шум од разговора, неколико руку које преко тек отвореног прозора пружају неке паре детету. На другом видео раду, приказан је веома лош снимак кретања пса, који повремено ухвати неку фигуру особе. Такође, може се приметити да је у окружењу, по неким претпоставкама, неких људи ромске националности. Такође, нека тамнија дечија рука се нашла испред камете и и прелази преко крзна. 
Текст који стоји на изложби говори о субвертији друштвених норми, са тоном херојства и одбацивања политичке коректности и критици доминантно расистичког окружења.

## Дебата и анализе рада
Након излагања на 50. Октобарском салону, изазвана је дебата као одговор на сам рад у самим политичким, активистичким и уметничким круговима, која се углавном одвијала преко електронске поште, блогова, дневних новина или аналитичких текстова. Један од најзначајнијих теоријских анализа је текст Мултикултуралност, медији, уметност у држави ванредног стања" Николе Дедића, који је добио престижну националну награду из области ликовне критике Лазар Трифуновић.
Културни центар Рекс, 2012. године, покреће још један талас полемике у форми међународне конференције која се односила на институционални третман рада Цигани и пси, који се пре свега тицао домена уметности и права. НА крају дебате, текстови су прикупљени и објављени.